# Печать Сан-Франциско
Печать города и округа Сан-Франциско — изображение, состоящее из щита, нашлемника, щитодержателей и девиза, окруженных названием города.

## История
Это фирменная печать города и округа Сан-Франциско, нанесенная на его лицевой стороне: щит, поддерживаемый шахтером слева и матросом справа, с изображением парохода, проходящего через Золотые Ворота. У ног сторонников эмблемы торговли, мореплавания и горного дела. Гребень, Феникс, выходящий из пламени. Девиз:" oro en Paz, Fierro en Guerra " (золото в мирное время, железо в военное). По краям надпись: "Печать города и округа Сан-Франциско."
- Постановление № 39 Наблюдательного совета (26 марта 1900 г.)
Нынешняя печать была принята Наблюдательным советом в 1859 году и заменила аналогичную печать, принятую семью годами ранее. На щите изображены золотые ворота и холмы по обе стороны от них, а также пароход с веслами, входящий в залив Сан-Франциско.
Над щитом-герб с изображением Феникса, легендарной греческой птицы, восставшей из пепла. Щит окружен двумя сторонниками: Шахтером с лопатой в руке и матросом с секстантом в одежде XIX века. У их ног-плуги и якоря, эмблемы торговли и мореплавания. Под щитом находится девиз «Oro en paz, fierro en guerra», что в переводе с испанского означает"золото в мире, железо в войне".
Официальное де-юре описание печати, данное правительством Сан-Франциско, не содержит каких-либо конкретных цветов, которые должны использоваться при передаче печати. 